# Jan Mossin
Jan Mossin (1936–1987) war ein norwegischer Wirtschaftswissenschaftler. Er wurde in Oslo geboren und erhielt 1959 den akademischen Grad Siviløkonom (entspricht etwa dem Diplom-Betriebswirt) an der Norwegischen Handelshochschule. Nachdem er ein paar Jahre in der freien Wirtschaft tätig gewesen war, begann er im Frühling 1962 seine Doktorarbeit an der Carnegie Mellon University in den Vereinigten Staaten zu schreiben.
Eine seiner Veröffentlichungen von 1966, die im Zusammenhang mit seiner Doktorarbeit steht, stellt einen bedeutenden Beitrag zum Capital Asset Pricing Model (CAPM) dar. Gemeinsam mit weiteren Personen erhielt er zwei Jahre später den von seiner Universität verliehenen Alexander Henderson Award für diese Veröffentlichung. Drei Jahre nach Mossins Tod erhielt ein anderer Mitbegründer des CAPM, William F. Sharpe, den Alfred-Nobel-Gedächtnispreis für Wirtschaftswissenschaften (Wirtschaftsnobelpreis). Mossin ging, ebenso wie John Lintner, leer aus, da der Preis nicht posthum verliehen wird.
Nach seiner Promotion kehrte er zurück zur Norwegischen Handelshochschule und wurde 1968 Professor. Teils war er auch Gastprofessor an anderen Hochschulen: University of California, Berkeley (1969–1970), New York University (1973–1974), Columbia University (1976), the University of Texas at Austin (1978–1979) und an der University of Washington (1983–1984). Mossin wurde 1973 zum Mitglied der Econometric Society gewählt.

## Veröffentlichungen

### Bücher
- Theory of Financial Markets, 1973, Prentice-Hall, ISBN 0-13-913699-1
- The Economic Efficiency of Financial Markets, 1977, Lexington Books, ISBN 0-669-01004-9

### Artikel
- „Wages, Profits and the Dynamics of Growth“, Quarterly Journal of Economics, 80, 1966, S. 376–399.
- „Equilibrium in a Capital Asset Market“, Econometrica, 34, 1966, S. 768–783.
- „On a Class of Optimal Stock Depletion Policies“, Management Science, 13, 1966, S. 120–130.
- „The Shorter Work Week and the Labor Supply“ (gemeinsam mit Martin Bronfenbrenner), Southern Economic Journal, 33, 1967, S. 322–331.
- „Optimal Multiperiod Portfolio Policies“, Journal of Business, 41, 1968, S. 215–229.
- „Aspects of Rational Insurance Purchasing“, Journal of Political Economy, 76, 1968, S. 553–568.
- „Taxation and Risk Taking“, Economica, 36, 1968, S. 74–82.
- „Merger Agreements: Some Game-Theoretic Considerations“, Journal of Business, 41, 1968, S. 460–471.
- „Security Pricing and Investment Criteria in Competitive Markets“, American Economic Review, 59, 1969, S. 749–756.

| Personendaten    | Personendaten                                               |
| ---------------- | ----------------------------------------------------------- |
| NAME             | Mossin, Jan                                                 |
| KURZBESCHREIBUNG | norwegischer Wirtschaftswissenschaftler und Hochschullehrer |
| GEBURTSDATUM     | 1936                                                        |
| GEBURTSORT       | Oslo                                                        |
| STERBEDATUM      | 1987                                                        |